# Attentato di Turku
L'attentato di Turku è stato un attacco terroristico avvenuto il 18 agosto 2017 nella città di Turku, in Finlandia.

## L'attacco
Il 18 agosto 2017, verso le 16 ora locale, diverse persone vennero accoltellate nella Piazza del Mercato di Turku, città del sudovest della Finlandia, da un assalitore successivamente identificato come un giovane di origine straniera. Dopo aver accoltellato dieci persone, attaccando esplicitamente delle donne e ferendo due uomini accorsi a prestare aiuto, l'attentatore fu colpito alle gambe dalla polizia, e arrestato verso le 16:05.

## Le vittime
Due persone, una di 67 anni e l'altra un'adolescente di 15, entrambe di nazionalità finlandese, morirono in conseguenza dell'attacco, una sul luogo dell'attentato e l'altra in ospedale. I feriti furono otto, di cui uno svedese, un britannico e una donna italiana.

## Conseguenze
La biblioteca cittadina ed un vicino centro commerciale vennero evacuati, e le misure di sicurezza all'aeroporto di Helsinki e alla stazione centrale di Helsinki, oltre che nel resto del Paese, furono aumentate. Il giorno successivo all'attacco, la polizia indicò come responsabile dell'assalto un diciottenne marocchino richiedente asilo, arrestato insieme ad altri quattro connazionali, ed affermò che il caso sarebbe stato trattato come terrorismo. Si tratterebbe, dunque, del primo atto terroristico in Finlandia dalla fine della seconda guerra mondiale.

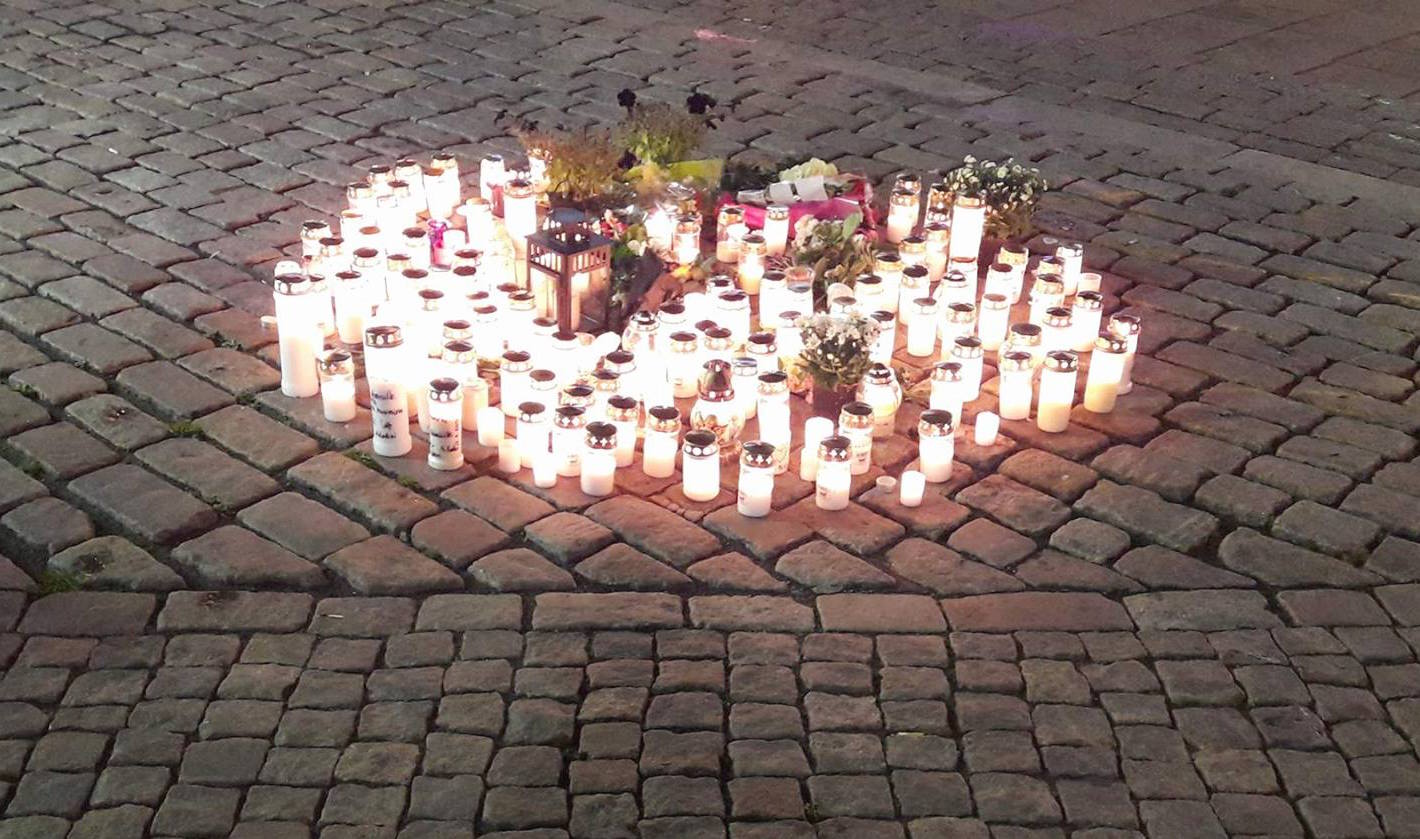
Turku Piazza del Mercato, 19.8.2017.

## Reazioni
Il presidente della Commissione europea Jean-Claude Juncker commentò così l'accaduto: "È con grande sconcerto che ho saputo dei violenti attacchi a Turku, in Finlandia. Mentre i dettagli stanno ancora emergendo, condanniamo duramento questo attacco gratuito che arriva soltanto 24 ore dopo l'orrore che si è svolto in Spagna". La ministra dell'interno Paula Risikko dichiarò invece su Twitter: "I terroristi vogliono far scontrare le persone l'una contro l'altra. Non lo permetteremo. La società finlandese non sarà sconfitta dalla paura e dall'odio".